# Diplodia salicina
Diplodia salicina är en svampart som beskrevs av Lév. 1846. Diplodia salicina ingår i släktet Diplodia och familjen Botryosphaeriaceae.   Inga underarter finns listade i Catalogue of Life.